# ژیان‌مرغک زرد
ژیان‌مرغک زرد (نام علمی: Capsiempis flaveola) نام یک گونه از تیره ژیان‌مرغ است.